# Souls of Black
Souls of Black е четвърти студиен албум на американската траш метъл група Testament. Издаден е на 9 октомври 1990 г. от Atlantic Records.

## Обща информация
„Souls of Black“ предшества промени в стила в доста разнообразни стилове метъл, включително традиционен хевиметъл звук, който се чува в следващия албум The Ritual (1992). Песните в албума са музикално преработени и пренаписани демо песни, които са от края на 1980–те, но никога не са издавани. Албумът заема 73-то място в Billboard 200, където остава осем седмици.

## Състав
- Чък Били – вокали
- Алекс Сколник – китара
- Ерик Питърсън – китара
- Грег Крисчън – бас
- Луи Клементе – барабани

## Песни
| 1.    | Beginning of the End (инструментал) | 0:36 |
| 2.    | Face in the Sky                     | 3:53 |
| 3.    | Falling Fast                        | 4:05 |
| 4.    | Souls of Black                      | 3:22 |
| 5.    | Absence of Light                    | 3:55 |
| 6.    | Love to Hate                        | 3:40 |
| 7.    | Malpractice                         | 4:43 |
| 8.    | One Man's Fate                      | 4:49 |
| 9.    | The Legacy                          | 5:30 |
| 10.   | Seven Days of May                   | 4:41 |
| 39:07 |                                     |      |